# Camptotecină
Camptotecina este un compus organic de origine naturală, care prezintă proprietăți anticanceroase și care a fost utilizată pentru obținerea unor chimioterapice semisintetice (precum irinotecan, rubitecan și topotecan). Compusul este un alcaloid și a fost izolat din tulpina de Camptotheca acuminata. Efectul farmacologic se manifestă prin inhibarea topoizomerazei de tip I. Activitatea anticanceroasă este foarte bună, însă compusul prezintă o solubilitate foarte scăzută, ceea ce a dus la dezvoltarea unor derivați care în prezent sunt utilizați în chimioterapie.

## Derivați
În tabelul de mai jos se regăsesc derivații semisintetici ai captotecinei:
| Camptothecin with radicals |    |    |      |    |
| Denumire                   | R1 | R2 | R3   | R4 |
| Topotecan                  | —H |    | —OH  | —H |
| Irinotecan (CPT-11)        |    | —H |      | —H |
| Silatecan (DB-67, AR-67)   |    | —H | —OH  | —H |
| Cositecan (BNP-1350)       |    | —H | —H   | —H |
| Exatecan                   |    |    | —CH3 | —F |
| Lurtotecan                 |    | —H |      |    |
| Gimatecan (ST1481)         |    | —H | —H   | —H |
| Belotecan (CKD-602)        |    | —H | —H   | —H |
| Rubitecan                  | —H |    | —H   | —H |